# Careproctus zachirus
Careproctus zachirus es una especie de pez del género Careproctus.

## Descripción
Cuenta con 51-53 radios blandos dorsales, 43-45 radios blandos anales, 56-58 vértebras, carece de espinas dorsales y anales. Las aletas pectoral y caudal son escotada y ancha respectivamente. En cuanto a coloración es rosado, los ojos oscuros (generalmente negros), presenta además manchas o bandas negras en las aletas dorsal y anal. El tamaño de la especie es de 22,0 cm de longitud (8,66 pulgadas), pudiendo alcanzar 32,0 cm (125,98 pulgadas). El peso máximo reportado es de 500 g y la edad de vida es de 7 años.

## Distribución y hábitat
Se distribuye por la parte del Pacífico noroeste, en el paso Amchitka, Alaska. Especie marina batidemersal cuyo rango de profundidad es de 150-850 m, generalmente encontrada a 400-500 m.